# Youssef Howayek
Youssef Saadallah Howayek (arab.يوسف حويك); także Yousuf Huwayyik, Hoyek, Hoayek, Hawayek) (1883-1962) – był arabskim rzeźbiarzem i malarzem z miasta Helta, położonego na północy dzisiejszego Libanu.
Pochodził z rodziny libańskich chrześcijan-maronitów. Jego ojciec Saadallah Howayek był członkiem Rady Administracyjnej, dziadek był wiejskim kapłanem.
Przybycie do Rzymu stało się dla niego niezwykłym przeżyciem. Mieszkaniec górskiego miasteczka znalazł się w jednym z najważniejszych ośrodków kultury europejskiej.
Później przeniósł się do Paryża, gdzie spotkał libańsko-amerykańskiego poetę i malarza Khalila Gibrana. W latach 1909–1910 obaj studiowali rzeźbę u Auguste Rodina. Później dołączył do nich libański pisarz Ameen Rihani.
Jak wspominał Youssef Howayek w swoich pamiętnikach, wielkie wrażenie wywarło na nim ośmiotomowe dzieło Ernesta Renana: Historia początków chrześcijaństwa (Histoire des origines du christianisme, 1863-1883).
Wiadomo, że rozpoczął przekład „Boskiej komedii” Dantego na język arabski, ale nie wiadomo, czy pracę doprowadził do końca.
Należał do stałych bywalców paryskiej Café du Dôme.